# 未完成ライオット
「未完成ライオット」（みかんせいらいおっと）は、monobrightの1枚目のシングル。2007年7月4日発売。発売元はDefstar Records Inc.。キャッチコピーは、「話題騒然。瞬時愕然。」

## 解説
- monobrightのメジャーデビューシングル

## 収録曲
1. 未完成ライオット (3:39)
（作詞・作曲：桃野陽介　編曲：monobright）
僕らはまだまだ未熟者、完璧じゃないし、完成なんかしたくない、外の世界、自分自身に向けて感じた怒りを歌った曲。
PV監督は清水康彦
2. music number (3:19)
（作詞・作曲：桃野陽介　編曲：monobright）
桃野が失恋したときに出来た歌。
3. キミの架空　(4:12)
 （作詞・作曲：桃野陽介　編曲：monobright）
桃野がゴミ収集の経験を元に作った歌。外の世界に踏み出す、桃野の決心が見て取れるロック・ナンバー。